# Distrito de Al Masilah
El distrito de Al Masilah es un distrito de la gobernación de Al Mahrah, Yemen. A partir de 2003, el distrito tenía una población de 10.404 habitantes.
El clima es caluroso. La temperatura promedio es de 30 °C. El mes más cálido es mayo, con 34 °C, y el más frío enero, con 24 °C. La precipitación media es de 100 milímetros por año. El mes más lluvioso es mayo, con 28 milímetros de lluvia, y octubre el menos lluvioso, con 1 milímetro.